# Амвросий (Зографос)
Митрополи́т Амвро́сий (греч. Μητροπολίτης Αμβρόσιος, в миру Аристоте́лис Зогра́фос, греч. Αριστοτέλης Ζωγράφος; род. 15 марта 1960, Эгина, Греция) — епископ Константинопольской православной церкви, митрополит Корейский и экзарх Японии, профессор греческого языка в университете иностранных языков Хангук.

## Биография
Родился 15 марта 1960 года на Эгине, в Греции, где в 1978 году окончил среднюю школу.
В 1983 году окончил богословский институт Афинского университета.
В 1985 году был рукоположён в сан диакона, а в 1991 году — в сан иерея. Служил в Никейской митрополии сначала сотрудником по делам молодёжи, потом личным секретарём митрополита Георгия (Павлидиса). Также служил в Монемвазийско-Спартской митрополии (греч. Ιερά Μητρόπολη Μονεμβασίας και Σπάρτης).
В 1988—1989 годах трудился в библиотеке и иконной галерее Синайского монастыря.
В 1991—1993 года, получив стипендию от Американской архиепископии Константинопольского патриархата, обучался в Богословской школе Святого Креста в Бостоне, где получил диплом магистра (патрология).
Получив стипендию Принстонского университета, обучался с 1993 по 1996 годы в Принстоне, окончив аспирантуру и получив степень магистра в области истории церкви и церковного искусства. Одновременно работал над докторской диссертацией.
В период учёбы в Америке числился в должности разъездного проповедника в греческой православной общины региона Новая Англия и представителя в Бостонской митрополии, а также числился священником в греческой православной общины Санта-Барбаре (Томс Ривер, штат Нью-Джерси) и Свято-Троицком приходе (Bargaintown, Нью-Джерси).
21 декабря 1998 года защитил докторскую диссертацию на богословском факультете Афинского университета, а 23 декабря того же года отбыл в Корею для исполнения обязанностей настоятеля храма святого Николая в Сеуле, а со временем был назначен управляющим делами Корейской митрополии.
21 декабря 2005 года избран Священным синодом Константинопольского патриархата титулярным епископом Зелонским, викарием Корейской митрополии.
28 мая 2008 года избран митрополитом Корейским и экзархом Японии

## Отношения с Московским Патриархатом
Резко раскритиковал Русскую Зарубежную Церковь за принятие в свою юрисдикцию запрещённого в служении священника Юстиниана Кана, назвав в 2017 году архиепископа Илариона (Капрала), который это сделал, схизматиком: «Иларион, раскольнический епископ, начал посещать Корею — как он это делал и продолжает делать в других странах, находящихся в ведении Вселенского патриархата в Азии — совершая Божественную литургию в доме бывшего священника Юстиниана, который он превратил в „приход“ и где он провел много неканонических действий. Это подводит нас к соглашению о единстве между Московским Патриархатом и РПЦЗ в мае 2007 года. Тогда митрополит Иларион не переставал иметь отношения со священником, лишенным сана Вселенским Патриархатом <…> Наш ответ состоял в том, что митрополит Иларион, согласно священным канонам, должен был быть лишён сана за все свои неканонические деяния после объединения РПЦЗ и Московского Патриархата. Как известно, неправильное использование икономии вредно и не приносит пользы Церкви».
Раскритиковал митрополита Илариона (Алфеева), отказавшегося служить в приходах Константинопольского Патриархата в Пусане и Сеуле, но отслужившего 3 ноября 2013 года литургию в Генеральном консульстве Российской Федерации в Пусане, чем по мнению архиепископа Амвросия «перечеркнул единство Православной Церкви через Святую Евхаристию, поскольку все православные, местные корейцы и те, кто приехал на время в Корею и является православными, принимали участие в Евхаристиях в Сеуле и Пусане, храмы которых обладают достаточной вместимостью. С другой стороны, в холле консульства России в Пусане была совершена Божественная литургия в присутствии всего около пяти-шести русских прихожан!»
В декабре 2018 года Корейская митрополия Константинопольского патриархата в календаре, выпущенным по случаю визита Патриарха Варфоломея в Корею, назвала Троицкий храм в Пхеньяне своим, что вызвало удивление российского посольства.
13 декабря 2018 года встретился с Председателем Верховной Рады Украины Андреем Парубием, который прибыл в Республику Корея. Парубий поблагодарил митрополита Амвросия (Зографоса), как члена Священного Синода Константинопольской Православной Церкви, за его опеку и участие в вопросе предоставления Церкви в Украине Томоса об автокефалии и выразил надежду, что митрополит поставит свою подпись на украинском Томосе.
Решение Священного синода 26 февраля 2019 года об образовании Корейской епархии расценил как «разрушение каноничности Православной церкви в Корее», подготовлявшееся Московским патриархатом «в течение нескольких десятилетий».
Архиепископ Корейский Феофан (Ким) на это ответил: «Я хотел бы засвидетельствовать свое уважение и любовь к митрополиту Амвросию и ко всем священнослужителям, трудящимся под его омофором в Корее. Для меня лично стало значимым опытом время моего десятилетнего служения в Корее, и я желал бы навсегда сохранить со всеми ними теплые отношения. Однако сейчас я с болью в сердце читаю несправедливые упреки в адрес Русской Церкви, которые публикуются в интернет-изданиях за подписью владыки Амвросия. Мне думается, что они не способствуют умиротворению в умах и сердцах читателей».
Патриарший экзарх в Северо-Восточной Азии митрополит Сергий (Чашин), отвечая на обвинения со стороны митрополита Амвросия, написал: «Русские священники начали свое пастырское служение в Китае в 1685 году, святитель Николай (Касаткин) прибыл в Японию в 1861 году, а Российская духовная миссия в Корее была учреждена в 1897 году. Русские приходы в Индонезии появились в 1934 году, в том же году был открыт приход в Маниле. Святитель Шанхайский Иоанн (Максимович) совершил первые богослужения во Вьетнаме в 1949 году. И это всего лишь некоторые из документальных свидетельств начала действия миссии Русской церкви в тех странах Южной и Юго-Восточной Азии, где в те годы не было представлено ни одной Православной церкви», а также напомнил, что Корейская митрополия Константинопольского патриархата отметила 119 лет со дня первой литургии в Корее, то есть годовщину начала деятельности Миссии Русской православной церкви в Корее: «Хотите ли Вы сказать, что вы праздновали годовщину „неканонических действий?“».

## Публикации и интервью
- «Социальное учение святого Григория Паламы, на основании его 63 Проповеди» («The Social Teachings of St. Gregory Palamas, Based on his 63 Homilies»),
- «Вклад святого Василия Великого в формировании монашеского идеала» («The Contribution of St. Basil the Great to the Formation of the Monastic Ideal»),
- «Иконография в литургической жизни средневековой греческой Церкви» («Iconography in the Liturgical Life of the Medieval Greek Church»),
- «Ο Γαβριήλ Θεσσαλονίκης και το αποδιδόμενον εις αυτόν ανέκδοτον Ομιλιάριον»
- 영성 예술 = Orthodox Icons: A Precious Spiritual Treasure. — 2018.
- EXCLUSIVE: How the Moscow Patriarchate Tramples on Church Canons and Undermines Orthodox Unity in Korea — интервью, опубликованное порталом «The Orthodox World» 12 апреля 2019 года